# 小川はる子
小川 はる子（おがわ はるこ、1966年11月30日 - ）は、日本の歌手。東京都保谷市（現・西東京市）出身。日本クラウン所属。
歌謡曲、ポップス、ジャズ、童謡、ハワイアン、演歌など幅広いジャンルの歌を歌う。

## 経歴
- 1985年「NHKのど自慢」（NHK総合・ラジオ第1）にてチャンピオンになる。
- 1987年に歌手デビュー。同年第6回メガロポリス歌謡祭他新人賞受賞。
- 1988年「NHK歌謡ステージ」（NHK総合）今月の歌「すすきのラ・ラ・バイ」でレギュラー出演。
- 1989年「消防庁防災ポスター」イメージモデル。
- 1989年「交通遺児救済全国全国縦断キャラバン隊長」として全国15都市をキャンペーン。
- 1990年から1992年にかけ「NHKあなたの町で夢芝居」に、夢芝居一座のマドンナ役として、吉幾三、梅沢冨美男らとともにレギュラー出演。毎回テーマソング「夢で一緒」を歌い、得意の似顔絵描きも披露する。
- 1990から1991年には「オランダ政府観光局観光親善大使」として活躍。
- 1994年「水戸黄門」（TBS）にゲスト出演。
- 1994年9月から1995年にかけ、NHK BS1「元気になる太極拳」レギュラー出演。その他テレビ、ラジオのレギュラー番組を持つなど幅広いジャンルで活躍。

- 2017年5月からはギタリスト大谷友彦とのユニット『ハルモニクス』を結成。ボーカルを務め、作詞作曲、ライブ活動開始。ユニットとして、2017年から2019年にかけ、レインボータウンFM「火曜日は夢がいっぱい」『イチとはる子の夢のバトンタッチ』にレギュラー出演。2019年7月からは、同局「イレブンミュージック」『ハルモニクスのZIPANG伝説』にレギュラー出演中。
- 2020年5月新型コロナウイルス感染症流行下で『無病豊作あまびえ音頭』を発表。リモートで日本舞踊家の若柳慶次郎や若柳尚雄里、篠笛の望月輝美輔、長唄のふうかまりを、雅轟太鼓　島崎雅子、などの和楽器とコラボし、TikTokやインスタグラムで配信、今週の人気投稿に選ばれるなど話題を呼んでいる。

## ディスコグラフィー

### シングル
- 貴婦人（1987年3月21日発売） ※デビュー曲
- すすきのラ・ラ・バイ（1988年3月21日発売） ※NHK総合「NHK歌謡ステージ」今月の歌
- TOKIOジュテーム（1990年4月21日発売）
- 夢で一緒（1990年11月21日発売）　※NHK総合「あなたの町で夢芝居」イメージ・ソング
- 光と風のなかで（1997年）
- 雪水仙（2004年2月25日発売）

### 参加アルバム
- 最新デュエット全曲集（1995年3月24日発売）　※コンピレーション・アルバム。小川はる子&麻生祐希名義で「恋をちょうだい」を収録。
- 昭和名曲選(11)懐かしき歌（1995年9月21日発売）　※コンピレーション・アルバム。「南国土佐を後にして」をカヴァー。
- ハワイアン・フラ・ミュージック（1998年6月5日発売）
- 祝い唄全曲集(2)（1999年2月24日発売）　※コンピレーション・アルバム。「愛の讃歌」をカヴァー。
- ザ・ベスト・オブ・ハワイアン（1999年6月23日発売）

## テレビ出演
- 「NHK歌謡ステージ」（1988年1～2月：NHK総合）にてレギュラー出演
- 「あなたの町で夢芝居[1]」（1990年：NHK総合）にてレギュラーマドンナ役。吉幾三、梅沢富美男らと共演
- 「水戸黄門 第23部」（1994年：TBS） 第4回放送 「助さん格さん用心棒・安中」
- 「フジテレビクイズ!脳ベルSHOW」(2020年1月BSフジ、2020年10月放送)